# Distrofia muscular de Duchenne
A distrofia muscular de Duchenne (DMD) é um tipo grave de distrofia muscular que afeta principalmente recém-nascidos do sexo masculino. A fraqueza muscular inicia-se geralmente por volta dos quatro anos de idade e progride rapidamente. A atrofia muscular geralmente ocorre primeiro nas coxas e na região pélvica, seguindo-se os membros superiores. Esta degeneração pode originar dificuldade em levantar-se. A maioria dos indivíduos perde a capacidade de andar até aos 12 anos de idade. Os músculos afetados podem parecer maiores devido ao aumento do teor de gordura. A escoliose é também frequente. Alguns indivíduos podem apresentar deficiência intelectual. Mulheres portadoras de uma única cópia do gene defeituoso podem manifestar sintomas ligeiros.
A doença apresenta um padrão de hereditariedade recessiva ligada ao cromossoma X. Cerca de dois terços dos casos são herdados da mãe, enquanto os restantes casos resultam de uma mutação nova. A causa é uma mutação no gene responsável pela codificação da proteína distrofina. A distrofina é importante para manter a integridade da membrana celular das fibras musculares. O diagnóstico pode frequentemente ser estabelecido à nascença através de testes genéticos. Os indivíduos afetados apresentam também níveis elevados de creatina quinase no sangue.
Embora não exista cura conhecida, a fisioterapia, a utilização de ortóteses e a cirurgia corretiva podem ajudar com alguns sintomas. A ventilação assistida pode ser necessária em pessoas com fraqueza dos músculos respiratórios. Os medicamentos usados incluem corticosteroides para retardar a degeneração muscular, anticonvulsivantes para controlar convulsões e alguma atividade muscular e imunossupressores para retardar os danos nas fibras musculares em processo de degeneração.
A DMD afeta aproximadamente um em cada 5 000 indivíduos do sexo masculino à nascença. É o tipo mais comum de distrofia muscular. A esperança média de vida é de 26 anos; no entanto, com cuidados de excelência, alguns indivíduos podem viver até aos 30 ou 40 anos. A terapia genética, como tratamento, encontra-se nas fases iniciais de investigação em humanos.